# Supercross 2000
Pour les articles homonymes, voir Supercross (homonymie).
Supercross 2000 est un jeu vidéo de course de motocross sorti en 1999 sur Nintendo 64 et PlayStation. Le jeu a été développé et édité par Electronic Arts.

## Accueil
- Nintendo Power : 7,4/10 (N64)[1]